# Nazariy Rusyn
Nazariy Rusyn (en ucraniano: Назарiй Русин; Novoyavorivsk, 25 de octubre de 1998) es un futbolista ucraniano que juega de delantero en el Sunderland A. F. C. de la Premier League.

## Carrera
Nacido en Novoyavorivsk, en el raión de Yavoriv, Rusyn fue formado en las categorías inferiores del F. C. Lviv y del F. C. Dinamo de Kiev, debutando con el primer equipo el 23 de noviembre de 2017 durante un partido de la Liga Europa de la UEFA 2017-18 frente al KF Skënderbeu Korçë albanés, anotando en ese mismo partido en el tiempo añadido. Su primer encuentro de la Liga Premier de Ucrania se produciría tres días más tarde, el 26 de noviembre del mismo año, enfrentándose al FC Stal Kamianske.
En 2019 fue cedido al F. C. Zarya Lugansk, de la primera división del fútbol ucraniano, durante una temporada. Ese mismo año fue reconocido como «Jugador del mes» de septiembre de la Liga Premier. El 23 de febrero de 2021, Rusyn se trasladó al Legia de Varsovia de la Ekstraklasa polaca, en un acuerdo de préstamo hasta diciembre de 2021, incluyendo una opción de compra. Su primer y único partido jugado con la camiseta del Legia tuvo lugar el 3 de marzo, durante el partido de la Copa de Polonia que enfrentó al club varsoviano con el Piast Gliwice, encuentro que terminaría en derrota por 1-2 en el Estadio del Ejército Polaco. El 6 de abril fue enviado al equipo de reserva del Legia Varsovia durante dos semanas. La falta de minutos motivó su regreso al Dinamo de Kiev, en verano del mismo año.

## Clubes
| Club                              | País       | Año       | Partidos | Goles |
| --------------------------------- | ---------- | --------- | -------- | ----- |
| F. C. Dinamo de Kiev              | Ucrania    | 2018-2022 | 41       | 9     |
| F. C. Zarya Lugansk (cedido)      | Ucrania    | 2019      | 17       | 7     |
| Legia de Varsovia (cedido)        | Polonia    | 2021      | 1        | 0     |
| S. C. Dnipro-1 (cedido)           | Ucrania    | 2021      | 10       | 2     |
| F. C. Chornomorets Odesa (cedido) | Ucrania    | 2022      | 0        | 0     |
| F. C. Zarya Lugansk               | Ucrania    | 2022-2023 | 32       | 14    |
| Sunderland A. F. C.               | Inglaterra | 2023-     | 32       | 2     |
| H. N. K. Hajduk Split (cedido)    | Croacia    | 2025-     | 17       | 0     |

## Palmarés

### Títulos nacionales
| Título               | Club                 | País    | Año  |
| -------------------- | -------------------- | ------- | ---- |
| Supercopa de Ucrania | F. C. Dinamo de Kiev | Ucrania | 2018 |
| Copa de Ucrania      | F. C. Dinamo de Kiev | Ucrania | 2020 |
| Supercopa de Ucrania | F. C. Dinamo de Kiev | Ucrania | 2020 |
| Ekstraklasa          | Legia de Varsovia    | Polonia | 2021 |